# Cantone di Les Pavillons-sous-Bois
Il Cantone di Les Pavillons-sous-Bois era una divisione amministrativa dell'arrondissement di Bobigny.
È stato soppresso a seguito della riforma complessiva dei cantoni del 2014, che è entrata in vigore con le elezioni dipartimentali del 2015.
Comprendeva il solo comune di Les Pavillons-sous-Bois.